# Fabio Terrenzio
Fabio Terrenzio, (né le 12 septembre 1985 à Pescara, dans les Abruzzes) est un coureur cycliste italien.

## Palmarès
- 2006
  - Trofeo Salvatore Morucci
  - Coppa Guinigi
  - 3e de la Medaglia d'Oro Pietro Palmieri
  - 3e de la Coppa Ciuffenna
- 2007
  - Trofeo e Gran Premio BCC Del Metauro
  - Trofeo Salvatore Morucci
  - Trofeo San Serafino
  - 2e du Trophée Rigoberto Lamonica
  - 3e de la Targa Crocifisso
- 2008
  - 2e étape du Tour de Slovaquie
  - 2e du Tour de León

## Classements mondiaux
| Année           | 2006 | 2007 | 2008 |
| --------------- | ---- | ---- | ---- |
| UCI Europe Tour | 829e | 336e | 418e |